# Wattsekund
Wattsekund eller Ws är en energienhet, som definieras som en effekt på en watt under en sekund.
1 wattsekund =  1 joule = 1 newtonmeter.
Eftersom wattsekund är en mycket liten enhet så mäter man ofta elektrisk energi i kWh (kilowattimmar).
1 kilowattimme = 1 000 wattimmar = 1 000 * 3 600 = 3 600 000 wattsekunder.
1 wattsekund = 1 / 3 600 wattimmar = 0.000278 wattimmar = 0.000000278 kilowattimmar
En vanlig spisplatta kan ha en effekt på 1 000 watt eller 1 kW. Om den är påslagen under en timme förbrukar den 1 kWh eller 3 600 000 Ws.

## Multipelenheter
Wattsekund kan användas tillsammans med SI-prefix för att bilda större enheter.
| Enhet          | Betydelse | Storlek                                                 |
| -------------- | --------- | ------------------------------------------------------- |
| Kilowattsekund | kW·s      | 103 wattsekunder = 1 kilojoule = 0.000278 kilowattimmar |
| Megawattsekund | MW·s      | 106 wattsekunder = 1 megajoule = 0.278 kilowattimmar    |
| Gigawattsekund | GW·s      | 109 wattsekunder = 1 gigajoule = 278 kilowattimmar      |
| Terawattsekund | TW·s      | 1012 wattsekunder = 1 terajoule = 277 778 kilowattimmar |